# モナラーガラ
モナラーガラ（シンハラ語: මොනරාගල、タミル語: மொணராகலை、英語: Moneragala）は、スリランカのウバ州モナラーガラ県の都市である。西海岸の大都市コロンボと東海岸の都市バッティカロアを結ぶ街道沿いに位置する。モナラーガラ県の県都である。